# General Francisco J. Mújica, Tamaulipas
General Francisco J. Mújica är en ort i Mexiko.   Den ligger i kommunen San Fernando och delstaten Tamaulipas, i den östra delen av landet, 700 km norr om huvudstaden Mexico City. General Francisco J. Mújica ligger 3 meter över havet och antalet invånare är 492.
Terrängen runt General Francisco J. Mújica är mycket platt. En vik av havet är nära General Francisco J. Mújica österut. Runt General Francisco J. Mújica är det glesbefolkat, med 8 invånare per kvadratkilometer. General Francisco J. Mújica är det största samhället i trakten. Trakten runt General Francisco J. Mújica består till största delen av jordbruksmark.